# 梁葆仁
梁葆仁（?—?），浙江省紹興府新昌縣人，清朝政治人物。
光緒十六年（1890年）庚寅科三甲158名進士，分发各省以知县即用。光緒二十二年（1896年）任湖北天門縣知縣。